# 拿騷王朝
拿騷王朝（英語：House of Nassau；荷蘭語：：德語：），又稱拿骚家族，是歐洲的一個王室，曾統治拿騷公國、德國（拿騷的阿道夫，1292-1298年）、荷蘭共和國（世襲執政）、英格蘭王國與蘇格蘭王國（威廉三世和二世，1689-1702年），並於1815年至今統治荷蘭王國與盧森堡大公國。“拿骚”之名起源于拿骚城堡及其领地，该城堡位于今日德国莱茵兰-普法尔茨州的拿骚镇。随着13世纪上半叶霍亨斯陶芬王朝的绝嗣，弗兰肯地区的王权瓦解，原先的部落公国分裂为若干独立小国，拿骚即在其中崛起，成为神圣罗马帝国内的一个独立邦国。拿骚的领主最初被授予“拿骚伯爵”头衔，仅对神圣罗马皇帝负责，后又被晋封为“亲王伯爵”。在早期，该家族分为两大主支——年长的瓦尔拉姆支系（Walram），曾出现过德意志国王阿道夫；年幼的奥托支系（Otto），则发展出奥兰治亲王与荷兰君主的世系。
在神圣罗马帝国解体与拿破仑战争之后，瓦尔拉姆支系继承或购得了所有拿骚的祖传领地，并在维也纳会议的许可下自称“拿骚公爵”，建立了独立的拿骚公国（首都设于威斯巴登）。这一领地现主要位于德国的黑森州和莱茵兰-普法尔茨州。1866年普奥战争后，因拿骚公国站在奥地利一方，被普鲁士王国吞并，并入新设立的普鲁士黑森-拿骚省。
今日“拿骚”一词在德国被用作一个地理、历史与文化区域的名称，但已无政治意义。自1815年以来，所有荷兰与卢森堡的君主均为拿骚家族的嫡系成员。然而荷兰在1890年、卢森堡在1912年，其王位继承的男性血脉皆告断绝，自此之后，君主均为拿骚家族的女性后裔。
根据德国传统，家族姓氏仅由男性血统继承。从此德国视角而言，拿骚家族的嫡系血统自1985年已绝嗣。 然而荷兰与卢森堡的王室传统、宪法规定及相关立法与德国做法不同，因此两国均不视其为绝嗣。卢森堡大公仍使用“拿骚公爵”作为其副头衔之一，并作为象征其为拿骚家族长支系嫡长子的尊号，但并不意味着对原拿骚公国（位于德国境内）的任何领土主张。
由于近代英荷两国的强势海外扩张，许多地名均以拿骚王朝命名，如巴哈马首都拿骚、库克群岛的拿骚岛、美国纽约州和佛罗里达州的拿骚县。

## 起源
后来的拿骚伯爵领所在地原属于法兰克尼亚公国（依德语翻译为弗兰肯）。当霍亨斯陶芬王朝灭亡、法兰克尼亚在13世纪初分裂时，拿骚作为神圣罗马帝国的一部分，成为一个独立的国家。
劳伦堡的杜多-亨利伯爵（約1060年－1123年）（德语：Dudo von Laurenburg；拉丁语：Tuto de Lurinburg）被视为拿骚家族的奠基人。 杜多是美因茨大主教在锡根地区的监护官（Vogt）鲁珀特（德语：Ruprecht）的儿子。 杜多本人是利波恩和米伦的领主或监护官，拥有利波恩/劳伦堡大片土地。还有其他人物被认为是杜多之前的土地所有者，可能是他的祖先。其中最早的为一位名叫德鲁特温（Drutwin）的人，他于881年被记载为普吕姆的土地所有者，是目前已知最早可能的拿骚家族祖先。

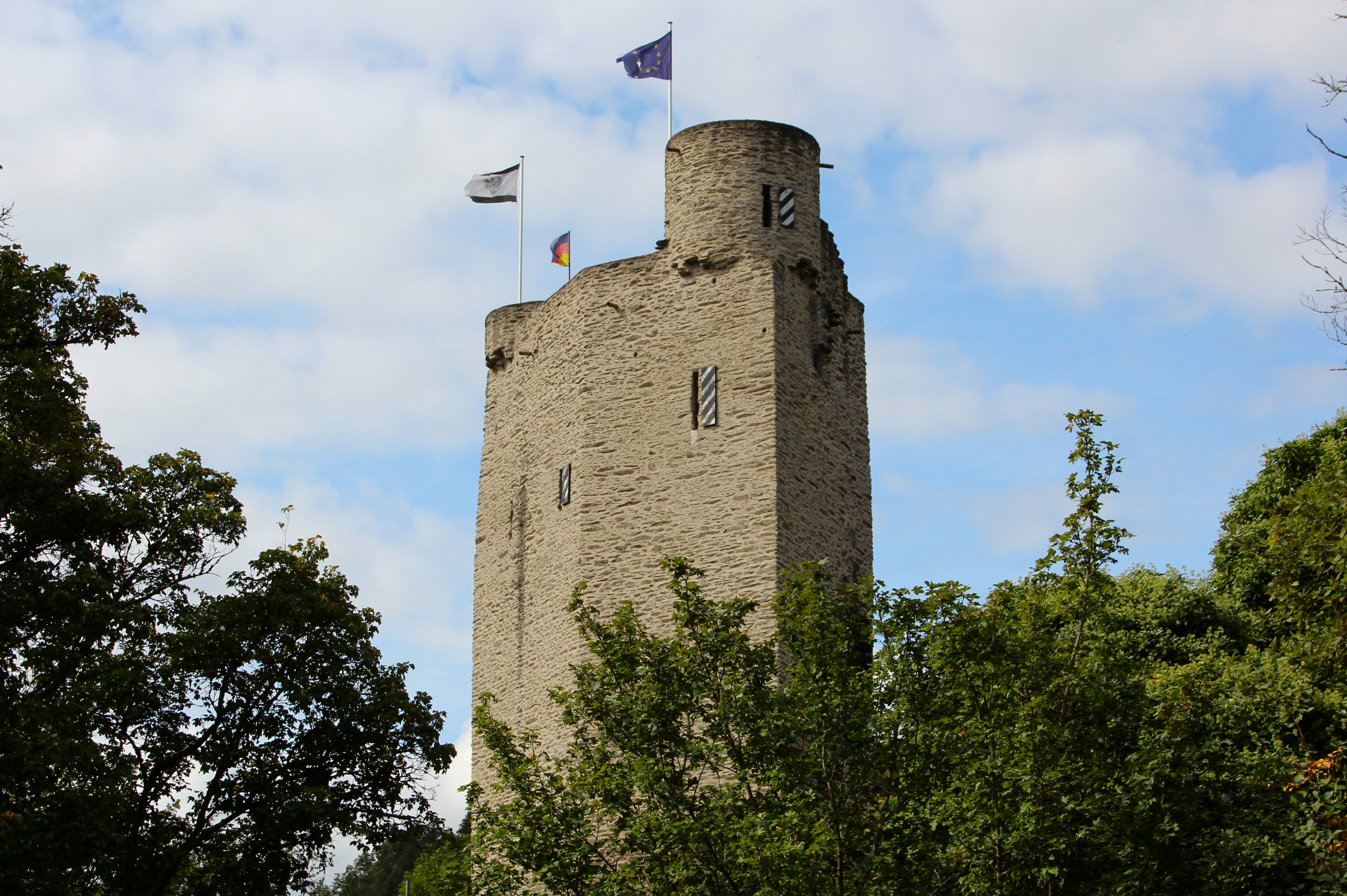
劳伦堡城堡

杜多在1093年至1117年间被称为“Tuto de Lurinburg”。大约1090年，他在拉恩河上游几公里处建造了劳伦堡城堡，作为其领地的据点。 他首次出现在一份1093年的文献中，即据称为马利亚-拉赫修道院的创建宪章（但许多历史学家认为该文献系伪造）。1159年，拿骚城堡成为统治中心，此后该家族以此城堡命名。在一份1134年（他死后）的文献中，他被称为“劳伦堡伯爵”。

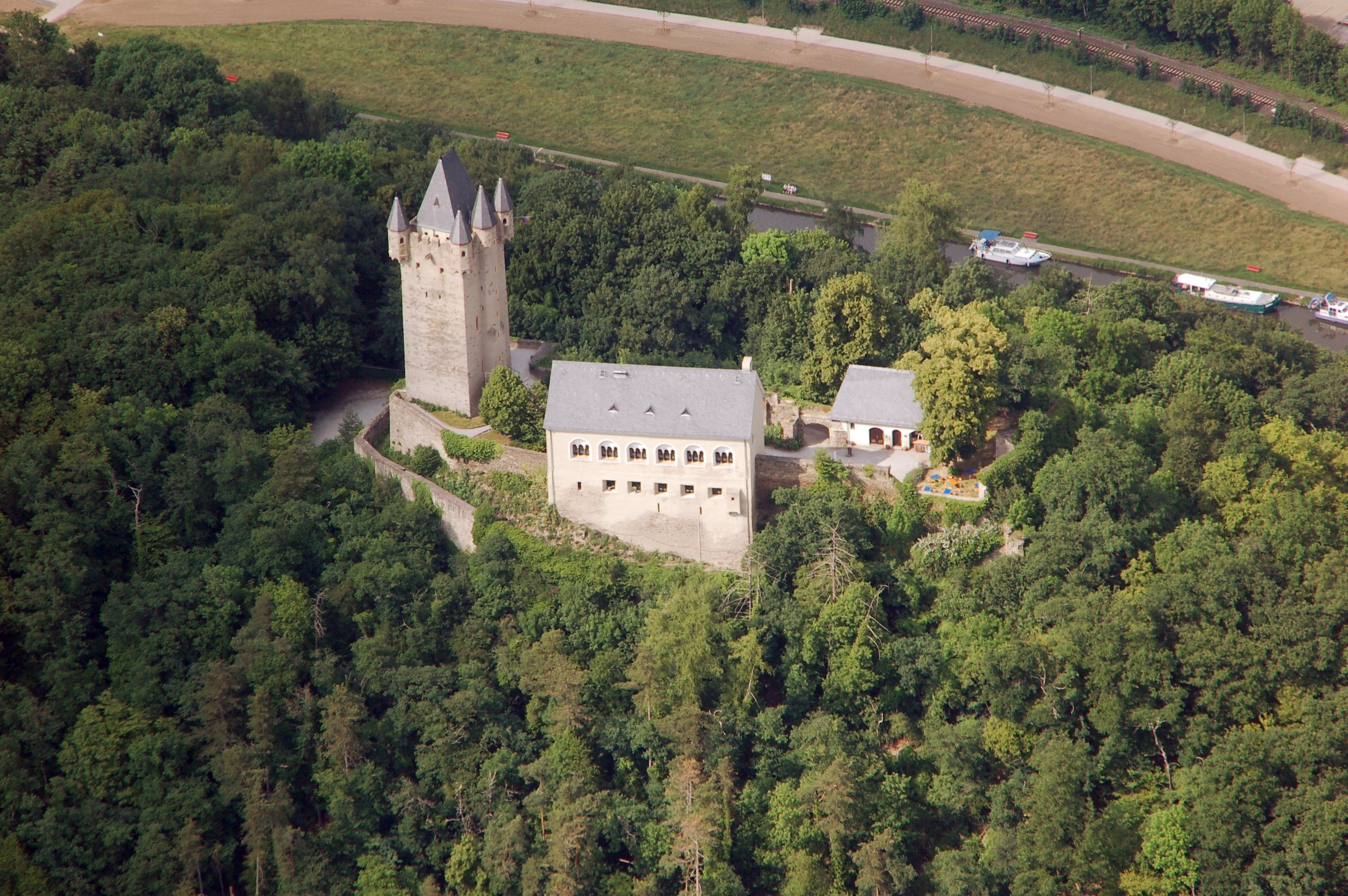
1159年起拿骚城堡成为统治中心

1117年，杜多向沙夫豪森修道院捐赠土地，以在利波恩建修道院。约在同年，劳伦堡伯爵杜多在利波恩创建了一座本笃会的初级修道院，以科布伦茨的圣弗洛林为名，并隶属于沙夫豪森的诸圣修道院。约1126年，他的儿子劳伦堡的鲁珀特一世，即利波恩的监护官，将其发展为一座独立修道院。 罗马式建筑约建于1126至1145年间，推测为三殿式巴西利卡式教堂。修道院包含一座男子修道院及一座小型女子修道院。
1122年，杜多从美因茨总教区获得陶努斯地区的伊德施泰因城堡作为采邑封地。这是伊德施泰因-厄本施泰因伯爵乌达尔里希的遗产的一部分。他还获得了位于今陶努斯施泰因的富裕的本笃会布莱登施塔特修道院的监护权。
劳伦堡和拿骚的伯爵在鲁珀特一世（1123年－1154年）与阿尔诺尔德一世（1123年－1148年）两兄弟统治下扩大了权力。鲁珀特是第一位自称为“拿骚伯爵”的人物，但其头衔直至1159年才被确认，比他去世晚了五年。他的儿子瓦尔拉姆一世（1154年－1198年）则是第一位法理上被承认的“拿骚伯爵”。
劳伦堡伯爵的世系年表尚不确定，尤其是鲁珀特一世与瓦尔拉姆一世之间的继承关系较具争议。有些资料认为1148年被列为劳伦堡共治伯爵的格哈德是鲁珀特一世之兄阿尔诺尔德一世之子。 但埃里希·勃兰登堡在其著作《查理大帝的后裔》中指出，格哈德极可能是鲁珀特一世之子，因为“格哈德”是林堡的贝娅特丽克丝外祖父的名字。

## 地理
拿骚伯国原属部落公国法兰克尼亚公国领地的一部分。该地区从莱茵河向东北延伸，沿着拉恩河和齐格河的流域展开。在其东北与东南方向是黑森家族的领地。随着13世纪上半叶霍亨斯陶芬王朝的覆灭，王权在法兰克尼亚地区瓦解，该原本部落公国遂分裂为多个独立的国家。拿骚即作为其中一个独立国家，融入神圣罗马帝国的体系。
拿骚最初是一个伯国，尽管隶属于法兰克尼亚公国，但它的发展重心位于下游拉恩河流域，即今莱茵兰-普法尔茨州。拿骚建于915年。 如前所述，劳伦堡的杜多受沃尔姆斯主教区授予该地为封地。他的儿子鲁珀特约于1125年在此建造了拿骚城堡，并自称为“拿骚伯爵”。这一头衔直至1159年，在鲁珀特之子瓦尔拉姆治下，才由沃尔姆斯主教正式承认。至1159年，拿骚伯国已有效掌握征税、收取通行费及司法权，此时可视为其真正成为一个国家。
拿骚家族掌控了陶努斯山与威斯特瓦尔德之间、拉恩河中下游的地区。至1128年，他们取得沃尔姆斯主教在该地区的监护权（bailiwick），进而将下拉恩河的世袭领地与锡根附近的资产连结起来。12世纪中叶，他们又获得部分黑森-图林根封建王国的领地，包括黑博恩马克（Herborner Mark）、卡伦贝格百人区（Kalenberger Zent）以及海茂伯国（今勒恩贝格）。与此紧密相关的是“威斯特瓦尔德领地”，亦归拿骚所有。12世纪末，家族又获得了帝国领地威斯巴登，这是其西南地区的重要据点。
1255年，在拿骚伯爵获得魏尔堡地产后，伯爵亨利二世之子首次分割了拿骚领地。瓦尔拉姆二世获得了拿骚-威尔堡伯国。1328年起，他的弟弟奥托一世掌控了拉恩河北部的地产，即拿骚-锡根伯国与拿骚-迪伦堡伯国。划分线大致为拉恩河，奥托获得北部领地，包括锡根、迪伦堡、赫尔博恩与海格尔诸城，而瓦尔拉姆保有南岸，包括魏尔堡与伊德施泰因等城。

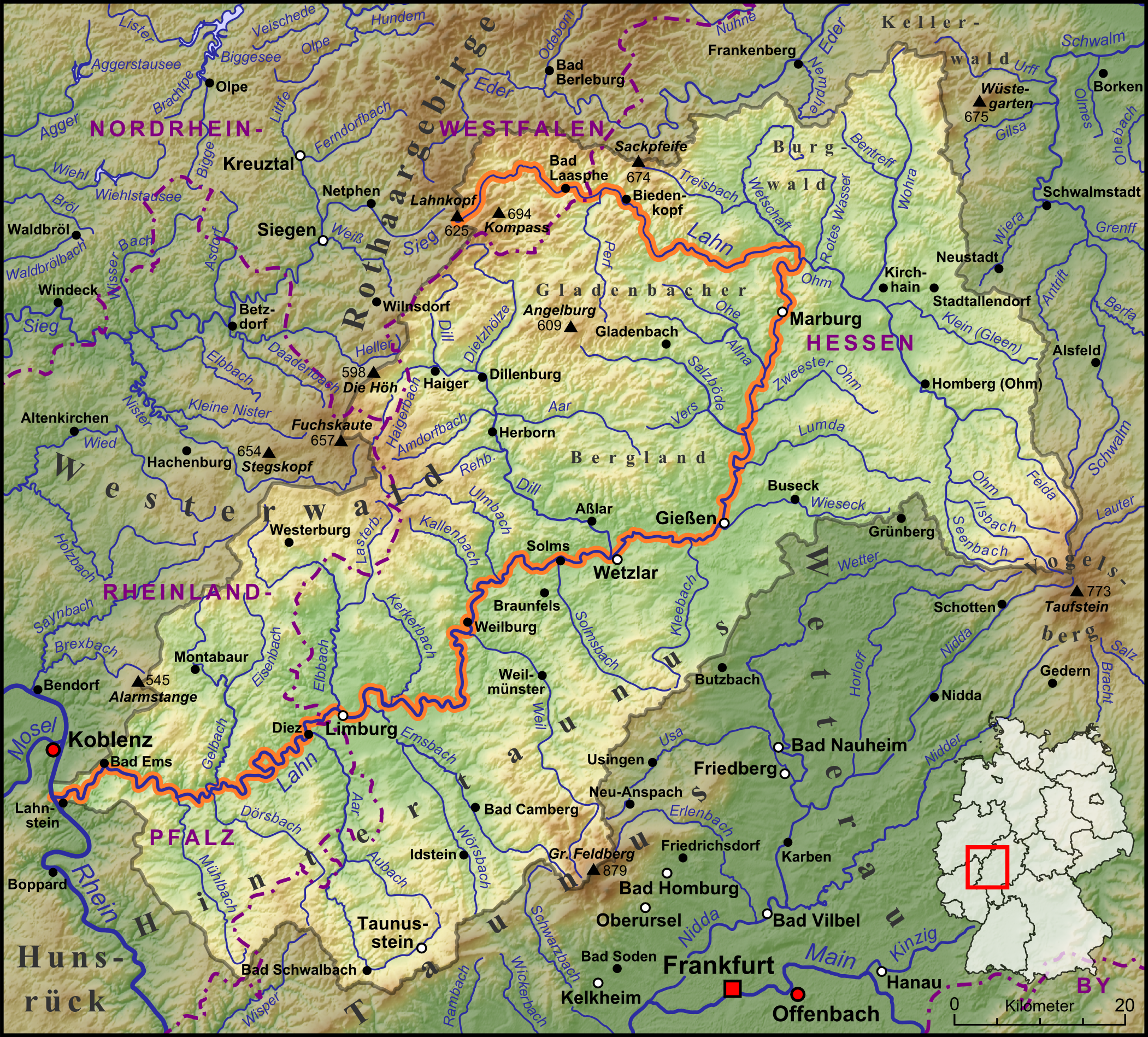
拉恩河流经拿骚与黑森的流向图

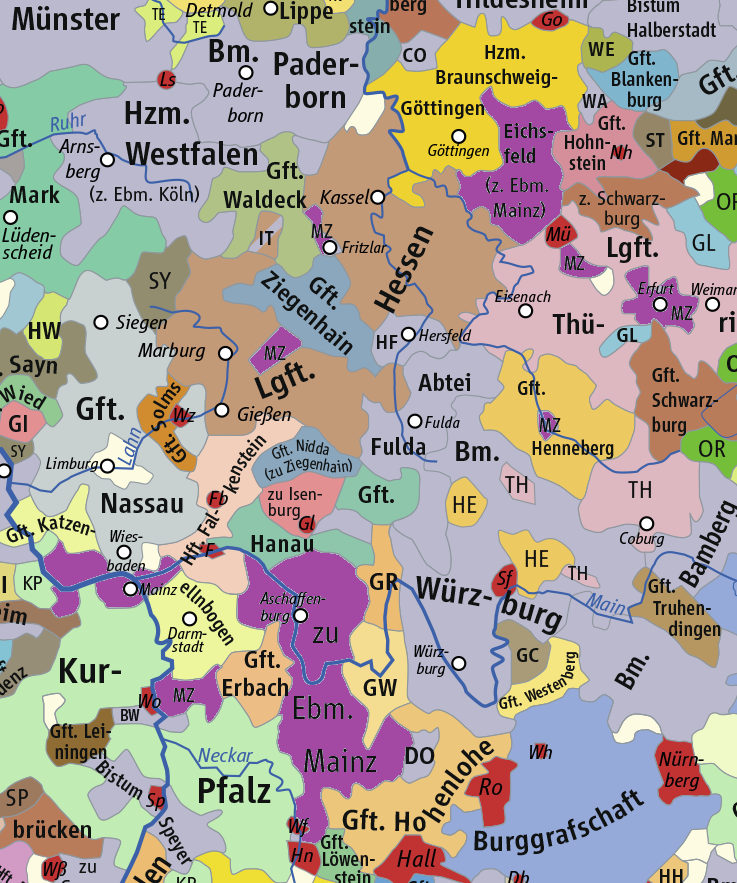
公元1400年拿骚伯国（灰色）在神圣罗马帝国中的位置

## 瓦爾拉姆系

瓦爾拉姆系纹章

瓦爾拉姆二世是海因里希二世的次子。1255年，瓦爾拉姆與弟弟鄂圖一世以蘭河為界，將拿騷伯國一分為二。瓦爾拉姆獲得蘭河以南的領地，包含威斯巴登、伊德施泰因、威爾堡與陶努斯施泰因。1292年，瓦爾拉姆之子阿道夫當選德意志國王，其子格拉赫一世的兩個兒子再度將領地分為拿騷-威斯巴登-伊德施泰因與拿騷-威爾堡。前者於1605年絕嗣，領地歸拿騷-威爾堡系。
1629年，拿騷-威爾堡分為拿騷-薩爾布魯根與拿騷-威爾堡（幼系）。1659年，拿騷-薩爾布魯根分出拿騷-烏辛根，後者於1728年成為瓦爾拉姆系的長支。
1806年，在拿破崙一世的壓力下，拿騷-烏辛根與拿騷-威爾堡合併為拿騷公國，拿騷-烏辛根的腓特烈·奧古斯特成為第一任公爵。腓特烈·奧古斯特於1816年去世，由於他的兒子皆夭折，拿騷-威爾堡的威廉成為第二任拿騷公爵。
威廉之子阿道夫在他去世後繼位，但由於阿道夫在普奧戰爭中支持奧地利帝國，拿騷公國於1866年被普魯士王國併吞。1890年荷蘭國王兼盧森堡大公威廉三世去世，荷蘭王位由其女威廉明娜繼承。但由於盧森堡的繼承權適用薩利克法，同屬拿騷王朝的阿道夫成為盧森堡大公。
現任盧森堡大公亨利即屬於拿騷-威爾堡王朝（由母系繼承）。

## 鄂圖系
鄂圖一世是海因里希二世的第三子。在1255年的協議中，鄂圖獲得蘭河以北的領地，包含席根、迪倫堡、黑博恩、施泰因-諾伊基希、倫訥羅德與巴特埃姆斯。鄂圖去世後，長子海因里希一世分得拿騷-锡根，1328年獲得拿騷-迪倫堡。

奥托系纹章

1544年，拿騷-迪倫堡的威廉一世之子威廉（即「沉默者」威廉）成為奧蘭治親王，其弟約翰六世則於1559年繼承拿騷-迪倫堡。隨著荷蘭獨立戰爭的勝利，沉默者威廉的子孫成為奧蘭治親王以及荷蘭共和國的世襲執政，奧蘭治-拿騷王朝建立。
1606年，約翰六世去世，他的兒子們將他的領地劃分並分別繼承拿騷-迪倫堡、拿騷-锡根、拿騷-迪茨與拿騷-哈達馬爾。
1688年，英國光榮革命爆發。英國國會廢黜了詹姆斯二世，並邀請其女瑪麗二世和她的丈夫、奧蘭治親王威廉三世繼承王位。由於兩人沒有子女，威廉三世去世後英國王位由瑪麗的妹妹安妮繼承，奧蘭治則由拿騷-迪茨的約翰·威廉·弗里索繼承。
拿騷-哈達馬爾於1711年絕嗣，拿騷-席根於1734年絕嗣，拿騷-迪倫堡於1739年絕嗣，因此拿騷-迪茨（現為奧蘭治親王）最終統一了鄂圖系所有的領地。拿破崙戰爭後，奧蘭治親王威廉六世於1815年成為新成立的荷蘭聯合王國第一任國王，稱「威廉一世」。
現任荷蘭國王威廉-亞歷山大即屬於奧蘭治-拿騷王朝（由母系繼承）。

## 家族纹章

### 背景与起源
下图展示的是拿骚家族奥托支（Ottonian）的祖传纹章。他们的远亲——瓦尔拉姆支（Walramian）在其纹章中加入了红色冠饰以示区分。关于该纹章的起源与象征目前并无明确文献记载。作为贵族象征，狮子自古以来在西方文化中颇受欢迎，可追溯至赫拉克勒斯。采用一个强权势力的纹章是一种、也依然是一种表达忠诚的方式，而不使用该纹章则象征独立。荷兰处于神圣罗马帝国（采用帝国鹰）与法国（采用百合花纹）之间，纹章使用方面尤具代表性。狮子在荷兰被大量用于诸省和贵族家族（参见比利时狮），最终成为荷兰共和国狮徽，及其继承国荷兰国徽、比利时国徽和卢森堡国徽的核心图案。蓝色因接近紫色（而紫色在北方易褪色，红色为另一常用替代）而成为具有王权象征的常用颜色。纹章中的小金块（billets）可能象征木块，也可能是盾牌结构的抽象表现。尽管该纹章与勃艮第伯爵（弗朗什-孔泰）家族纹章极为相似，但两者位于不同王国——拿骚属于“德意志王国”，而弗朗什-孔泰属于“勃艮第王国”——因此并未构成冲突（参见斯克罗普诉格罗夫纳案）。
主权家族的纹章往往反映其统治或声称统治的领地。以下为主要构成部分：
- 奥兰治亲王国（Oranje）——赋予其“奥兰治亲王”称号，与世界其他主权统治者平起平坐。

然后是：
- 沙隆-阿尔莱家族领地（Chalon-Arlay）——位于弗朗什-孔泰的大型领地。
- 日内瓦伯国。

在德国地区：
- 卡岑埃尔恩博根伯国——毗邻拿骚伯国的广大领地。
- 迪茨伯国，亦邻近拿骚伯国。
- 默尔斯伯国，靠近荷兰东北边境。

在荷兰本土——其财富与权力的实际根基：
- 菲安登伯国，位于荷兰南部沿默兹河。
- 费勒与弗利辛恩侯国（Veere en Vlissingen），位于莱茵河入海口，掌握通往北海与全球贸易通道。
- 比伦伯国，同样位于莱茵河三角洲，但更内陆。

在荷兰人口稠密的荷兰省与西兰省的大多数庄园中，土地本身的重要性远不及流经其间的商业利润。
| 家族创始支系的纹章 | 家族创始支系的纹章   |
| ------------------ | -------------------- |
|                    |                      |
| 奥托（幼系）支系   | 瓦尔拉姆（长系）支系 |

| 奥兰治亲王统治领地的纹章 | 奥兰治亲王统治领地的纹章 | 奥兰治亲王统治领地的纹章 | 奥兰治亲王统治领地的纹章 |
| ------------------------ | ------------------------ | ------------------------ | ------------------------ |
|                          |                          |                          |                          |
| 奥兰治亲王               | 沙隆与阿尔莱领主         | 日内瓦伯爵               |                          |
|                          |                          |                          |                          |
| 卡岑埃尔恩博根伯爵       | 迪茨伯国                 | 菲安登伯爵               |                          |
|                          |                          |                          |                          |
| 费勒与弗利辛恩侯爵       | 比伦伯爵                 | 默尔斯伯爵               |                          |

### 支系纹章
| 卢森堡大公家族的纹章                      | 卢森堡大公家族的纹章        | 卢森堡大公家族的纹章        | 卢森堡大公家族的纹章             | 卢森堡大公家族的纹章                   |
| ----------------------------------------- | --------------------------- | --------------------------- | -------------------------------- | -------------------------------------- |
|                                           |                             |                             |                                  |                                        |
| 阿道夫的纹章，曾任德意志国王（1292–1298） | 卢森堡大公纹章（1890–1898） | 卢森堡大公纹章（1898–2000） | 卢森堡大公个人纹章（2000年至今） | 卢森堡大公大徽版盾形纹章（2000年至今） |

| 奥兰治亲王的纹章                                        | 奥兰治亲王的纹章                       | 奥兰治亲王的纹章   | 奥兰治亲王的纹章                                                  | 奥兰治亲王的纹章 |
| ------------------------------------------------------- | -------------------------------------- | ------------------ | ----------------------------------------------------------------- | ---------------- |
|                                                         |                                        |                    |                                                                   |                  |
| 雷内·德·沙隆与拿骚作为奥兰治亲王（1530–1544）时所用纹章 | 奥兰治亲王纹章（1582–1584，1625–1702） | 奥兰治亲王另版纹章 | 威廉三世作为英格兰国王、苏格兰国王与爱尔兰国王（1688–1702）的纹章 |                  |

| 荷兰国王的纹章            | 荷兰国王的纹章                           | 荷兰国王的纹章                   | 荷兰国王的纹章                         |
| ------------------------- | ---------------------------------------- | -------------------------------- | -------------------------------------- |
|                           |                                          |                                  |                                        |
| 荷兰国王纹章（1815–1907） | 荷兰国王与荷兰女王现用纹章（1907年至今） | 奥兰治亲王/王储（1980–2013）纹章 | 奥兰治女亲王/现任王储（2013–至今）纹章 |